# Reiherwerder

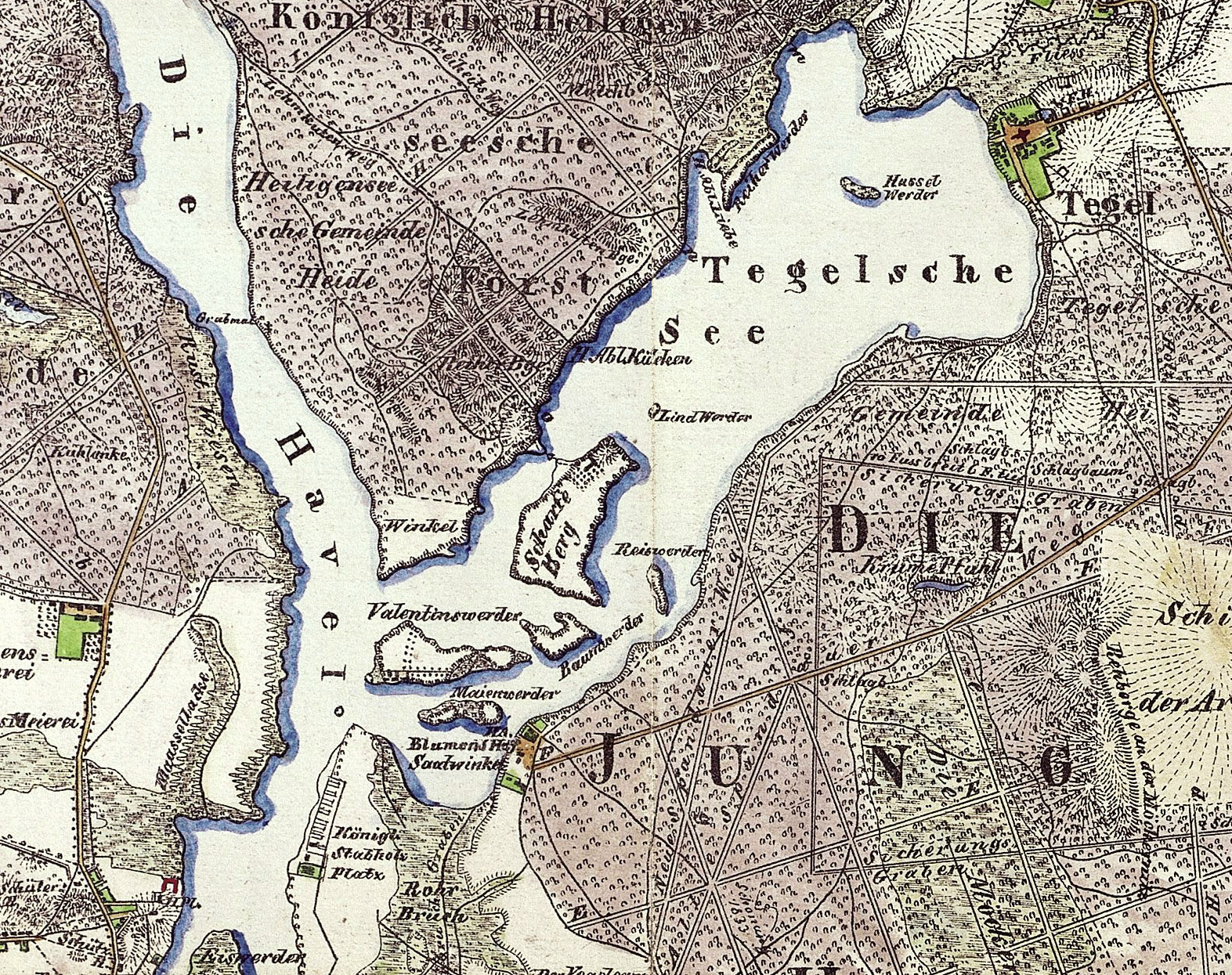
Karte des Tegeler Sees von 1842, Reiherwerder liegt am nordwestlichen Ufer des Sees.

Reiherwerder ist eine ehemalige Insel und heutige Halbinsel des Tegeler Sees im Ortsteil Tegel des Berliner Bezirks Reinickendorf. Die 12,37 Hektar umfassende Halbinsel liegt am Rand des Tegeler Forstes am Nordwestufer des Tegeler Sees. Ihr Nordufer bildet den Abschluss der Bucht Großer Malchsee, östlich im See vorgelagert befindet sich die Insel Hasselwerder. Reiherwerder ragt rund 300 Meter in südlicher Richtung in den Tegeler See hinein.
Auf der öffentlich nicht zugänglichen und weitgehend als Gartendenkmal geschützten Halbinsel liegt die Borsig-Villa, die heute als Gästehaus des deutschen Außenministeriums genutzt wird. Reiherwerder ist zudem archäologischer Fundort von Gräbern und Relikten aus der Bronzezeit und der slawischen Zeit.

## Heutige Nutzung durch das Auswärtige Amt
Die gesamte Halbinsel ist für die Öffentlichkeit unzugänglich. Das Gelände wird, gemeinsam mit angrenzenden Teilen des Tegeler Forstes und des Uferbereichs des Großen Malchsees, von der Akademie Auswärtiger Dienst des Auswärtigen Amts genutzt, in der seit Anfang 2006 die Angehörigen des mittleren, gehobenen und höheren Auswärtigen Dienstes ausgebildet werden. Zum Areal gehört die Borsig-Villa, das ehemalige Landhaus der Berliner Unternehmerfamilie Borsig. Die Villa aus dem Jahr 1913 dient heute als Gästehaus des deutschen Außenministeriums.
Neben der zentralen, landschlossartigen Borsig-Villa (Baubeginn 1908) befinden sich auf dem Reiherwerder folgende Gebäude: die ursprüngliche Villa der Industriellenfamilie Borsig (auch Kleine oder Alte Villa, 1906, nach Entwürfen von August Blunck, heute denkmalgerecht renoviert und als Bürohaus genutzt); Maschinenhaus (um 1906, diente auch als Wohnung für die Gärtnerfamilie, Anbau abgebrochen, Rest saniert, heute als Haus „Ippendorf“ Prüfungsraum für die Studenten); Garagenhaus (historisches Wohnhaus mit Garagenanbau aus den 1960er-Jahren, renoviert und ausgebaut, Haus „Australien“); Wirtschafts- und Torgebäude (nach 1908). An Neubauten kamen hinzu: 1975 bis 1977 ein Seminar- und Übernachtungshaus der Deutschen Stiftung für internationale Entwicklung (DSE); seit 2003 mehrere Übernachtungshäuser (Studentenappartements) und ein Seminargebäude (Colleg).

## Gartendenkmal Villengarten des Landhauses Borsig

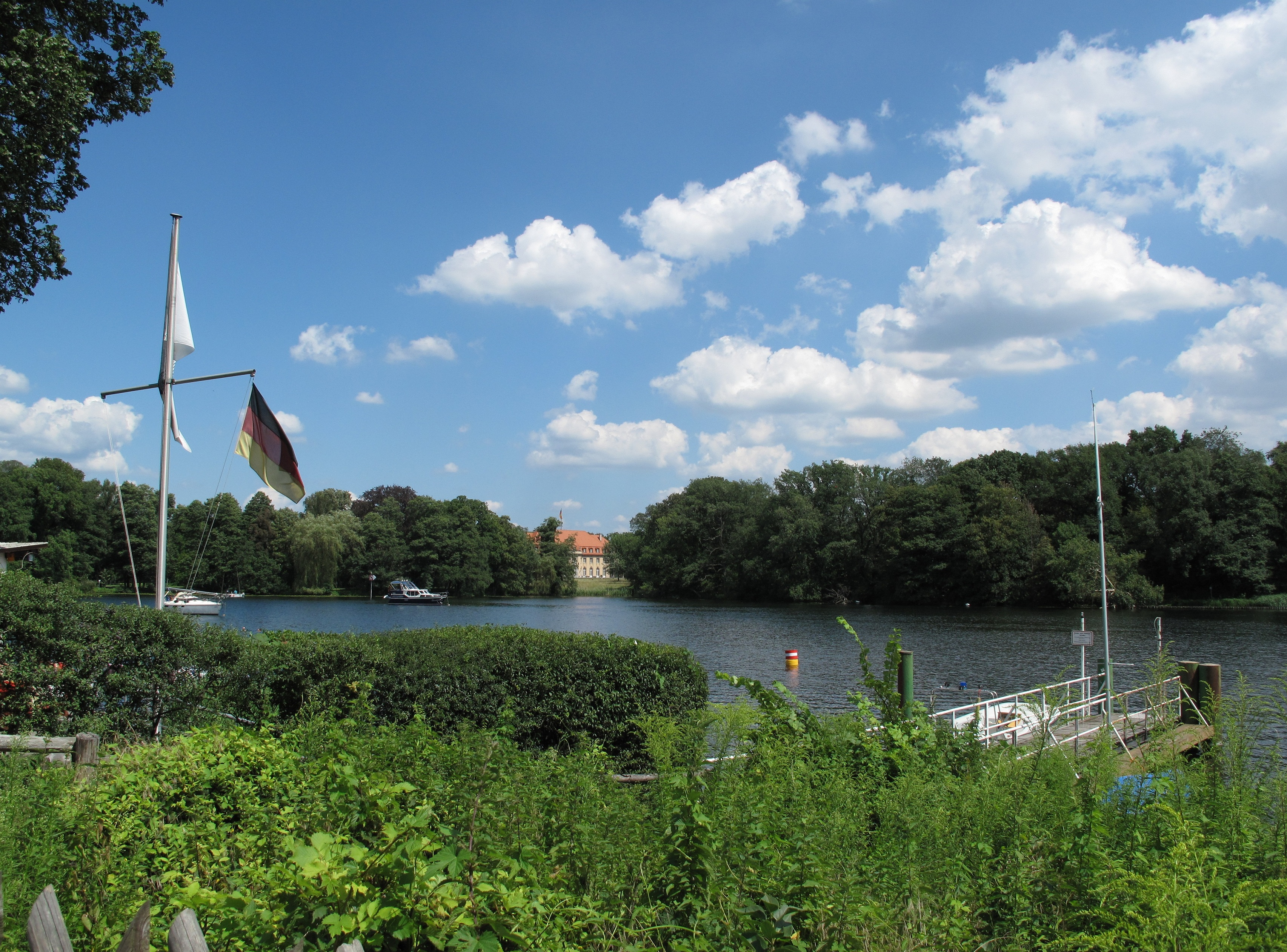
Blick auf das Westufer Reiherwerders und die Gartenfront der Borsig-Villa. Die zwischenliegende Bucht des Tegeler Sees trägt keinen gesonderten Namen.

Mit dem Villengarten des Landhauses Borsig steht ein großer Teil der Halbinsel als Gartendenkmal unter Schutz. Der Landschaftspark wurde 1913 im Auftrag Ernst von Borsigs von der Firma „Körner & Brodersen“ des städtischen Gartenbaudirektors Albert Brodersen und dessen Schwager Gustav Körner angelegt. Den Entwurf erstellte laut Denkmaldatenbank vermutlich Jürgens (in der Datenbank mit Fragezeichen versehen), bei dem es sich wahrscheinlich um den Gartenarchitekten Rudolph P. C. Jürgens (1850–1930) handelte, der sich um 1900 mit der Anlage des Gutsparks Böckel einen Namen gemacht hatte. Zuvor, 1888, hatte Jürgens bereits die Außenanlagen der Villa Hammerschmidt in Bonn und des benachbarten Palais Schaumburg gestaltet. In der architektonischen Konzeption zur Aus- und Fortbildungsstätte des Auswärtigen Amts beschreibt das Architekturbüro ELW Weitz & Sting den Landschaftsgarten wie folgt:

„Der Landschaftspark wurde ursprünglich in konsequenter Fortführung der Architektur der Villa Borsig als neobarocke Anlage geplant. Im späteren Verlauf wurde dieses strenge Konzept zugunsten einer Einbindung einzelner geometrischer Gartenelemente in ein eher landschaftlich gestaltetes Gesamtensemble verändert. Solche einzelnen Gestaltelemente sind beispielsweise das Rosarium, das Gartenparterre im Süden der Villa Borsig oder die Lindenallee im Uferbereich der Villa. Die Verknüpfung der einzelnen Bereiche erfolgt durch ein fein abgestimmtes Wegenetz mit wechselnden Raumfolgen und durch geschickt angeordnete Sichtachsen. Ernst von Borsig legte eine umfangreiche Sammlung exotischer Bäume und Pflanzen an, die Uferbereiche wurden durch Anpflanzungen von Röhricht und Seerosen in die Gartengestaltung einbezogen.“

## Von der Insel zur Halbinsel
Sehr wahrscheinlich gab es sogar zwei Inseln: den Großen Reiherwerder und den Kleinen Reiherwerder. Für die Herausbildung der Halbinsel aus diesen beiden Inseln wird in der Literatur mehrfach und auch in der architektonischen Konzeption zur Aus- und Fortbildungsstätte des Auswärtigen Amts
der Anfang des 20. Jahrhunderts genannt. Danach habe Ernst Borsig, nachdem er den Reiherwerder von der Familie von Humboldt erworben hatte, ab 1903 das trennende sumpfige Bruchland durch umfangreiche Aufschüttungen trockenlegen und damit die Inseln mit dem Festland verbinden lassen. Dass das Bruchland trockengelegt wurde, muss allerdings nicht unbedingt heißen, dass der Große und der Kleine Reiherwerder ihren Inselcharakter erst mit diesen Maßnahmen verloren haben. Denn Karten aus den Jahren 1780, 1830 und die obige Karte von 1842 zeigen den Reiherwerder bereits als ein kompaktes, mit dem Festland verbundenes Land.

## Archäologischer Fundort Reiherwerder

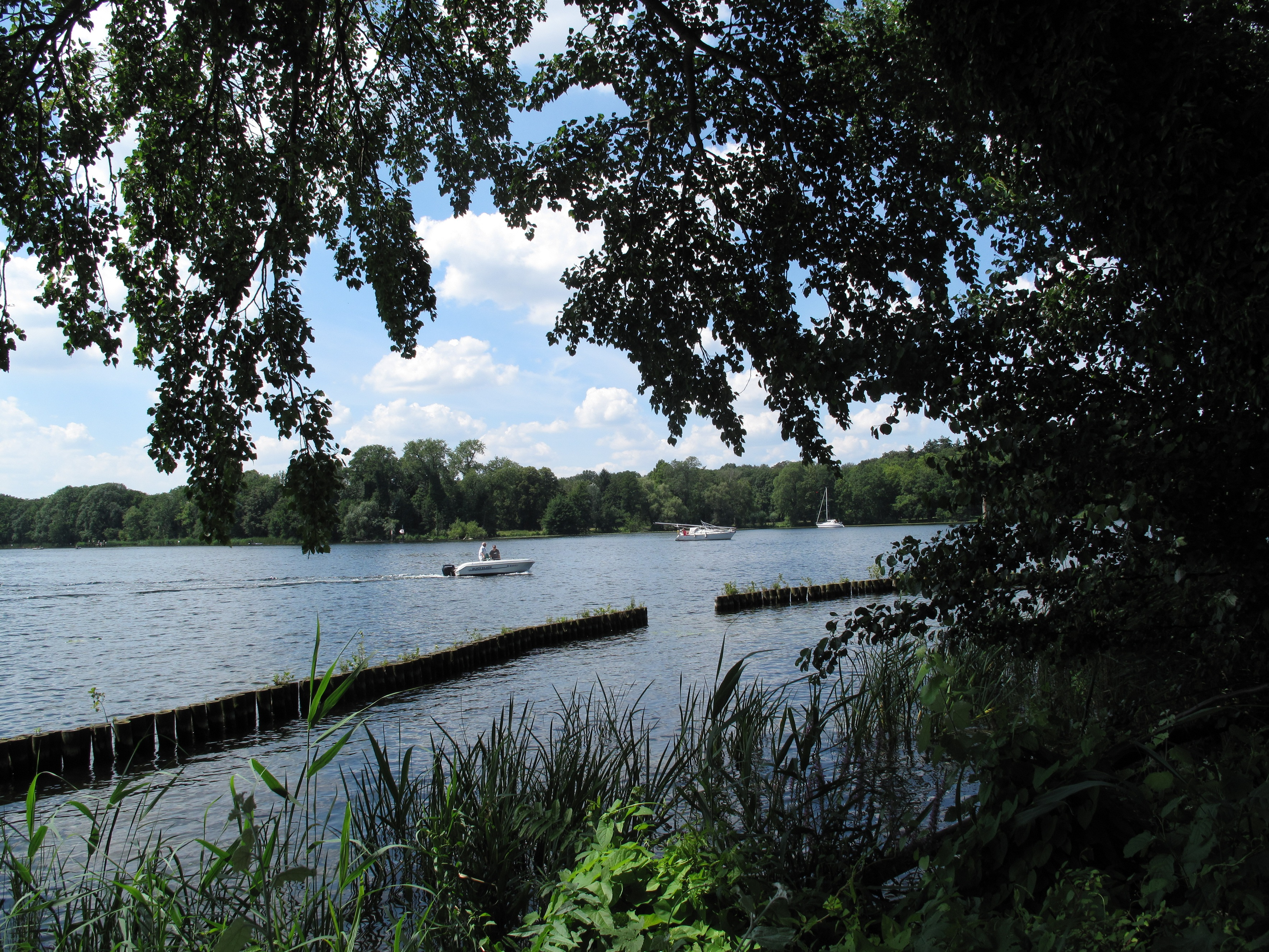
Blick über die Bucht Großer Malchsee auf das Ostufer Reiherwerders

Bei den Erdarbeiten zur Trockenlegung der Sümpfe, dem Aushub für die Gebäude und den Villengarten wurden zahlreiche archäologische Funde gemacht.

### Funde aus der Bronzezeit
1910/1913 berichtete die Prähistorische Zeitschrift in mehreren Beiträgen über die Funde auf dem Reiherwerder. Dazu zählten rund einhundert Flachgräber und Gruben mit Hockerbestattung, ein Tonrad, Tongefäße, Salbenfläschchen, Steinäxte, Feuerschlageisen und Tierknochen. Die Funde, die sehr wahrscheinlich von den Semnonen stammen, wurden überwiegend auf die Spätphase der Frühen (2000–1600 v. Chr.), die Mittlere (1600–1300 v. Chr.) und die Späte Bronzezeit (1300–800 v. Chr.) datiert. Mit dem Tegeler Fließ gehört der Reiherwerder damit zu den Orten mit Zeugnissen der frühesten Besiedlung im Bezirk Reinickendorf.
Das Märkische Museum verfügt über ein Foto eines der Hockergräber mit der Angabe „Ältere Bronzezeit, 1750ante/1200ante“.

### Funde aus der slawischen Zeit
Auch die Slawen, die nach der Wanderung der Elbgermanen nach Schwaben im späten 6. und 7. Jahrhundert in den vermutlich weitgehend siedlungsleeren Raum östlich der Elbe nachrückten, hinterließen Spuren auf dem Reiherwerder. Der bedeutendste Fund war ein 82 cm langes fränkisches Eisenschwert aus dem 10. Jahrhundert, das wahrscheinlich einem slawischen Adligen gehört hatte. Nach Vermutung des Historikers Eberhard Bohm könnte das Schwert im Kampf erobert worden sein, denn Karl der Große hatte die Ausfuhr von Waffen aus dem Fränkischen Reich nach Osten verboten. Slawische Zeugnisse auch auf den Seeinseln Lindwerder und Scharfenberg belegen, dass Reiherwerder zu der slawischen Siedlungskammer der Heveller gehörte, die auf der ehemaligen Havelinsel unter dem Spandauer Burgwall ihren Mittelpunkt hatte.